# 도카치평야

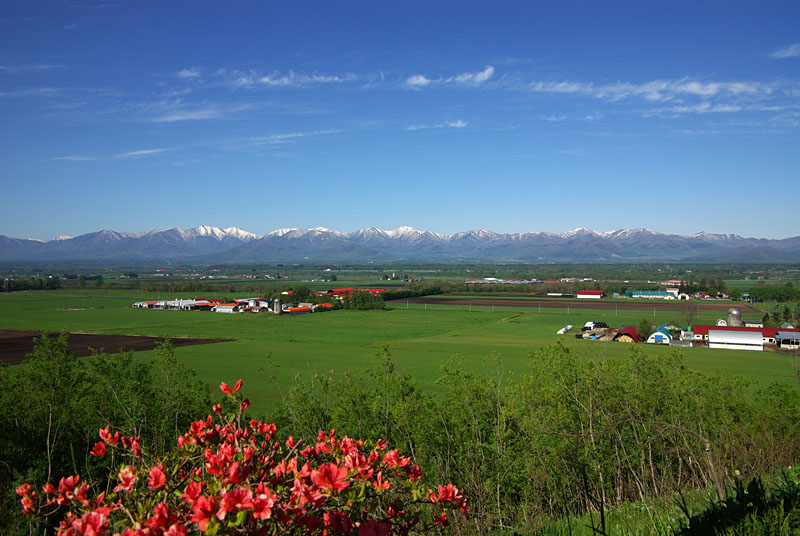
도카치평야

도카치평야(일본어: 十勝平野 とかちへいや[*])는 홋카이도 동남부의 평야로, 면적은 3,600 km2에 달한다. 서쪽과 북쪽으로는 산맥에 둘러싸여 있고 동쪽에는 구릉지형이 있으며 남쪽은 태평양에 맞닿는다. 일본 유수의 농작 지역으로 여러 농산품은 물론 낙농업도 성행하고 있다. 특히 농경지가 넓으므로 기계를 활용한 대규모 농업이 잘 이루어진다.